# Hans Hildenbrand
Hans Hildenbrand (n. 4 martie 1870, Bad Boll, Baden-Württemberg, Germania – d. 2 ianuarie 1957, Stuttgart, Germania) a fost un fotograf german care a fost faimos pentru că a făcut fotografii color în Primul Război Mondial..  Omologul său francez este considerat Jules Gervais-Courtellemont⁠(d). Hildenbrand a fost fotograf pentru National Geographic după război.

## Legături externe
- Materiale media legate de Hans Hildenbrand la Wikimedia Commons